# Inicjalizacja
Inicjalizacja – nadanie wartości/stanów początkowych dowolnemu obiektowi. W ogólnym przypadku obiektem może być zmienna, określony obszar pamięci przydzielony dynamicznie itp. W przypadku programowania obiektowego inicjalizacją obiektów zajmują się zwykle konstruktory należące do odpowiedniej klasy.